# Триада (Гегель)
Триада в «Науке логики» Гегеля — это объединение каких-либо двух противоположных понятий и какого-либо третьего понятия, которое опосредует (то есть выражает) внутреннее единство двух противоположных понятий. Примером является триада «бытие — ничто — становление», в которой становление опосредует (то есть выражает) внутреннее единство бытия и ничто. В общем случае, триада имеет вид «понимание — диалектическое суждение — спекулятивное суждение» (англ. Understanding — Dialectical Reason — Speculative Reason).
Триада, вместе со снятием, образует шаг логического процесса в спекулятивной логике (то есть шаг, при повторении которого можно получить все понятия, входящие в спекулятивную логику Гегеля).

### Статическая и динамическая часть триады

Кольца Борромео